# Melanostomias nigroaxialis
Melanostomias nigroaxialis är en fiskart som beskrevs av Nikolai V. Parin och Pokhil'skaya, 1978. Melanostomias nigroaxialis ingår i släktet Melanostomias och familjen Stomiidae. Inga underarter finns listade i Catalogue of Life.